# Joe-Max Moore
Joe-Max Moore (født 23. februar 1971 i Tulsa, Oklahoma, USA) er en tidligere amerikansk fodboldspiller (angriber).
Moore spillede college-fodbold hos University of California, inden han i 1994 blev professionel i tysk fodbold. Her spillede han først hos FC Saarbrücken og senere for FC Nürnberg, inden han i 1996 vendte hjem til USA for at spille for Major League Soccer-klubben New England Revolution. Efter fire sæsoner hos Revolution rejste Moore i 1999 tilbage til Europa, hvor han skrev kontrakt med Everton i den engelske Premier League. Her var han tilknyttet de følgende tre år, inden han sluttede karrieren af med endnu et ophold hos New England Revolution.

## Landshold
Moore spillede mellem 1992 og 2002 hele 99 kampe for USA's landshold, hvori han scorede 24 mål. Han repræsenterede sit land ved tre VM-slutrunder, i henholdsvis 1994, 1998 og 2002. Han var også en del af det amerikanske hold ved OL i 1992 i Barcelona.